# Pierre-Barthélémy Portal d'Albarèdes
Pierre-Barthélémy Portal d'Albarèdes (Montauban, 30 oktober 1765 - Bordeaux, 11 januari 1845) was een Frans reder en politicus.

## Biografie

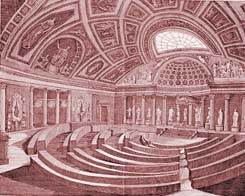
Chambre des pairs

Hij werd geboren in Albarèdes bij Montauban. Hij maakte carrière als reder in Bordeaux. In 1801 werd hij lid van de Conseil du Commerce en in 1803 van de Chambre de Commerce ('kamer van koophandel') van Bordeaux. Hij werd ook lid van de Raad van State waarin hij bleef zetelen tot 1813. Tijdens de Honderd Dagen van Napoleon in 1815 werd hem het burgemeesterschap van Bordeaux aangeboden, maar hij weigerde dit. In december 1818 werd Portal minister van Marine en Kolonieën. Hij bleef dit tot 1821 en bevorderde de handel met het Verre Oosten en de Franse kolonisatie van Guyana en Madagaskar. Hij kreeg de adellijke titel van Baron. In 1821 werd hij benoemd tot pair door koning Lodewijk XVIII en hij zetelde in de Chambre des pairs, het Franse hogerhuis.